# Karl-Heinz Steigerwald
Karl-Heinz Steigerwald (* 10. September 1920 in Koblenz; † 2001) war ein deutscher Physiker, gilt als Erfinder der modernen Elektronenstrahltechnik und entdeckte den „Tiefschweißeffekt“, der bis heute ein Garant für hochfeste Verbindungen mit dem Elektronenstrahl ist.

## Leben und Forschung
Der Lehrerssohn besuchte das Kaiser-Wilhelm-Realgymnasium (heute: Eichendorff-Gymnasium Koblenz) und studierte Physik an den Technischen Hochschulen in Darmstadt bei Otto Scherzer und in Berlin, wo er als Diplom-Physiker abschloss. 1942–1946 war er Assistent am Institut für theoretische Physik an der TH Darmstadt. Im Zweiten Weltkrieg wirkte er an der Entwicklung eines deutschen Radargerätes mit.
1947 trat er eine Stelle in einer Splittergruppe des AEG-Forschungsinstituts im badischen Mosbach an.
Entgegen einem Verbot der Besatzungsmächte experimentierte er mit elektronenoptischen Geräten. Als er feststellte, dass auf seinem Forschungsgebiet, der Elektronenmikroskopie, „Sauregurkenzeit“ herrschte, versuchte er, mit den ultrakurzen Strahlen aus der Elektronenröhre Metalle zu bohren und zu schweißen.
In der Zeit von 1948 bis 1951 entwickelte er das Bohrverfahren für Uhrsteine und Ziehdüsen mit dem Elektronenstrahl, das Elektronenstrahlschweißen (englisch: Electron Beam Welding, EBW) und läutete hiermit eine neue Epoche in der Materialbearbeitung ein. Mit seiner Entdeckung des Tiefschweißeffektes in den 1950ern wurde weltweit das Schweißen, Bohren, Härten und Umschmelzen mittels des hochenergetischen Elektronenstrahls im Vakuum und auch an Atmosphäre erforscht. Aufgrund der sehr hohen Energieeffizienz ist das Elektronenstrahlschweißen unter allen anderen Verfahren das nachhaltigste und somit das umweltfreundlichste.
Im Jahr 1952 baute Karl-Heinz Steigerwald die weltweit erste Elektronenstrahlmaschine.
Für sein Schweißverfahren fand er jedoch weder bei AEG noch bei Zeiss, für die er seit 1954 arbeitete, Interesse. Irving Rossi kaufte der AEG die Weltrechte ab und bestellte zwei Maschinen, sodass Steigerwald weiterarbeiten konnte.
1963 gründete er im württembergischen Wasseralfingen die Firma Steigerwald Strahltechnik GmbH. Von Zeiss durfte er seinen zehnköpfigen Entwicklungsstab mitnehmen, vom Land Baden-Württemberg erhielt er einige hunderttausend D-Mark Startkapital. Von 1963 bis 1980 war er als Manager der Steigerwald GmbH tätig. 1965 verlegte er seinen wachsenden Betrieb nach München.
Steigerwald wurde 1970 mit einem Ehrendoktortitel der Universität Tübingen geehrt und ihm wurde 1977 die Diesel-Medaille verliehen.
Karl-Heinz Steigerwald starb 2001 im Alter von 80 Jahren.

## Belege
1. 1 2 3  Karl-Heinz Steigerwald. In: munzinger.de. Abgerufen am 29. Juni 2025.
2. 1 2 3  Zum 100. Geburtstag von Dr. Karl-Heinz Steigerwald. In: Steigerwald Strahltechnik GmbH. 31. August 2021, abgerufen am 29. Juni 2025 (Vgl. auch Centenary of physicist Dr. Karl-Heinz Steigerwald, the inventor of modern electron beam technology In: Welding and Cutting (2021), Nr. 4, S. 292–293.).
3. 1 2 3  Karl Heinz Steigerwald: An international history of electron beam welding. Hrsg.: Dietrich von Dobeneck. pro-beam, Neukirchen 2007, OCLC 316299242, S. 19 (archive.org [PDF]).
4. ↑  Preisträger. In: rudolf-diesel-medaille.de. Abgerufen am 29. Juni 2025.

| Personendaten    | Personendaten           |
| ---------------- | ----------------------- |
| NAME             | Steigerwald, Karl-Heinz |
| KURZBESCHREIBUNG | deutscher Physiker      |
| GEBURTSDATUM     | 10. September 1920      |
| GEBURTSORT       | Koblenz                 |
| STERBEDATUM      | 2001                    |